# Помпоний Неаполитанский
Помпо́ний Неаполита́нский (умер в 536) — епископ Неаполитанский. Почитается в лике святых; день памяти — 30 апреля.
Святой Помпоний, известный противник арианства, занимал епископскую кафедру Неаполя во времена правления короля остготов Теодориха Великого. Теодорих был арианином, но святой Помпоний оставался твёрд в своей вере.